# Andreu Català i Ballbona
Andreu Català i Ballbona (Argentona, 13 de juliol de 1922 - Mataró, 25 d'abril de 2004) fou un futbolista català de la dècada de 1940.

## Trajectòria
Format al club del seu poble natal, l'FC Argentona, fou fitxat pel FC Barcelona Aficionats, d'on passà al FC Barcelona durant la temporada 1941-42, ja com a professional, malgrat només jugà partits amistosos, i va ser cedit el final de temporada a l'EC Granollers. L'any 1942 el Gimnàstic de Tarragona en demanà la cessió, juntament amb altres jugadors com Joan Babot. Inicià, així, una llarga carrera al club tarragoní, durant més de deu anys, i on arribà a ser-ne capità. Assolí dos ascensos de categoria, i arribà a jugar a primera divisió tres temporades (amb 65 partits jugats) i disputà una semifinal de Copa davant l'Espanyol. També va patir dos descensos, dels quals destacà el descens a Segona en el partit davant el CE Alcoià. Va tenir ofertes del Reial Madrid i del RCD Espanyol; però finalment decidí romandre al Nàstic, on acabà la seva carrera l'any 1953, malgrat que encara jugà mitja temporada al CE Mataró. El 19 d'octubre de 1947 va jugar un partit amb la selecció de futbol de Catalunya, enfrontant-se a Espanya a Sarrià, amb victòria catalana per 3-1.
Un cop retirat, fou entrenador, i dirigí al CE Júpiter, a l'EC Granollers, al CE Mataró, al FC Vilafranca o al CF Badalona. També fou gerent d'Aigües d'Argentona.